# Neulußheim
Neulußheim település Németországban, azon belül Baden-Württembergben. Lakosainak száma 7132 fő (2023. december 31.).

## Népesség
A település népessége az elmúlt években az alábbi módon változott:
| Lakosok száma | 4089 | 4522 | 5111 | 5172 | 5043 | 5424 | 6291 | 6591 | 6575 | 7132 |
|               | 1961 | 1967 | 1974 | 1980 | 1987 | 1993 | 2000 | 2006 | 2013 | 2023 |